# Crocidura picea
Crocidura picea — вид ссавців родини Soricidae. Це ендемік Камеруну. Його природне місце існування — субтропічні або тропічні вологі гірські ліси. Йому загрожує втрата середовища проживання.